# Laurembergia tetrandra
Laurembergia tetrandra är en slingeväxtart. Laurembergia tetrandra ingår i släktet Laurembergia och familjen slingeväxter. Utöver nominatformen finns också underarten L. t. numidica.